# Paratriaenops furculus
Paratriaenops furculus е вид бозайник от семейство Hipposideridae.